# Taneekarn Dangda
Taneekarn Dangda (thai: ธนีกาญจน์ แดงดา), född 15 december 1992 i Bangkok, är en thailändsk fotbollsspelare.
Hon spelar som anfallare i det thailändska landslaget och för klubblaget Bangkok FC.
Dangda har tidigare spelat för Östersunds DFF. Hon är syster till Teerasil Dangda som spelar i Thailands herrlandslag.